# إشارة الإبهام

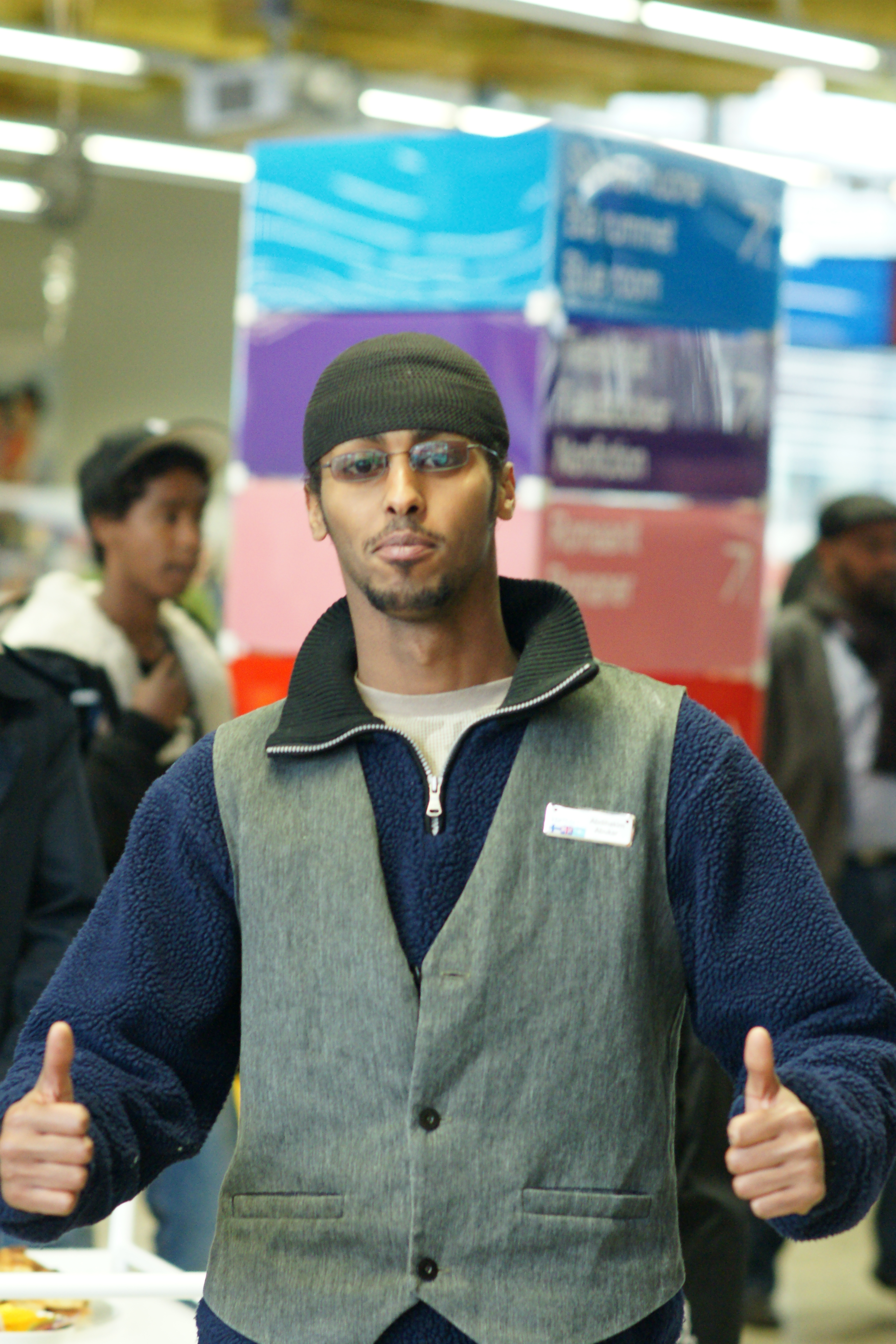
رجل صومالي يعطي إشارة الإبهام

إشارة الإبهام، وعادة ما يتم وصفها بالإبهام إلى أعلى أو إلى الأسفل ، هي إشارة باليد يتم من خلالها إغلاق قبضة اليد مع إبهام ممتدة إلى الأعلى أو الأسفل للإشارة إلى الموافقة أو الرفض.

## التاريخ

### أصول
قيل أن أول من استعمل الإبهام إلى الأعلى بالاستحسان هو الإمام أحمد بن حنبل لما روي عن عباس الدوري في تاريخ ابن معين من روايته قال: «سمعت أحمد بن حنبل يقول وهو على باب أبى النضر وسأله رجل فقال يا أبا عبد الله ما تقول في محمد بن إسحاق وموسى بن عبيدة الربذي ؟ فقال: أما موسى بن عبيدة فكان رجلا صالحا حدث بأحاديث مناكير وأما محمد بن إسحاق فيكتب عنه هذه الأحاديث يعنى المغازي ونحوها فإذا جاء الحلال والحرام أردنا قومًا هكذا قال أحمد بن حنبل بيده وضم يديه وأقام أصابعه الإبهامين».

#### السلوك البشري الطبيعي
لاحظ كارلتون اكون أنالقرود في جبل طارق تقوم باستخدام الإشارة مما جعله يطرح فرضية أصل الإشارة. اقترح النقاد[من؟] أن تكون القرود تقوم فقط بتقليد البشر.

### انتشار

#### القرن 20

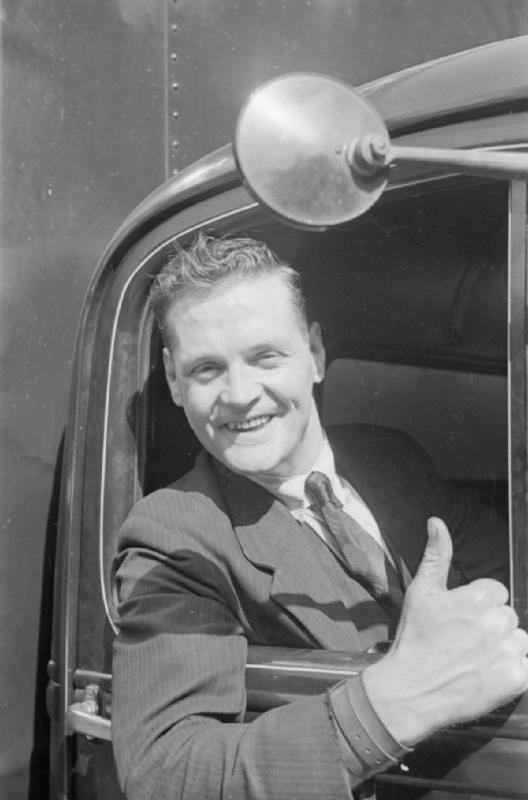
سائق شاحنة بإشارة الإبهام في بريطانيا عام 1940

خلال الحرب العالمية الثانية، كان الطيارون على حاملات الطائرات الأمريكية يشيرون بالإبهام لطاقم السفينة للإشارة إلى استعداد الطيار للذهاب وأن عجلة الأوتاد يمكن إزالتها وانتشر استعمالها بعد ذلك في جميع أنحاء أوروبا .

## الاستخدام الدولي
لإشارة عموما دلالة إيجابية في البلدان الناطقة باللغة الإنجليزية. ومع ذلك، ينظر إلى المعنى باختلاف كبير من ثقافة إلى أخرى.
للإشارة معنى تحقيري في أجزاء من غرب أفريقيا وبعض بلدان الشرق الأوسط بما في ذلك العراق وإيران حيث تشير إلى ما يعادل إعطاء الإصبع الأوسط.
في ألمانيا، فرنسا، هنغاريا، يمكن أن تشير ببساطة إلى رقم واحد في السياق الصحيح.

## سياق الاستخدام الخاص

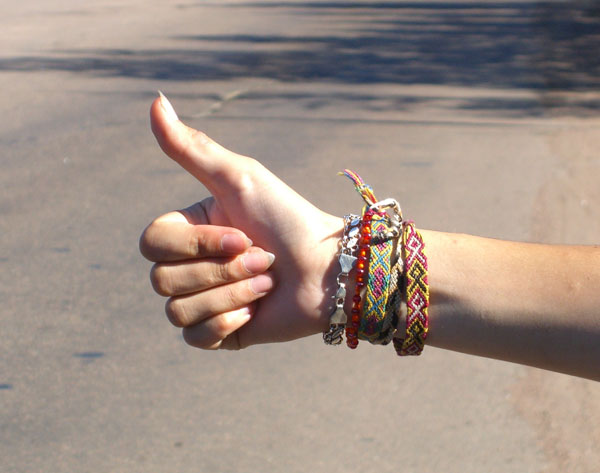
يستعمل مسافروا الأوتوستوب إشارة الإبهام
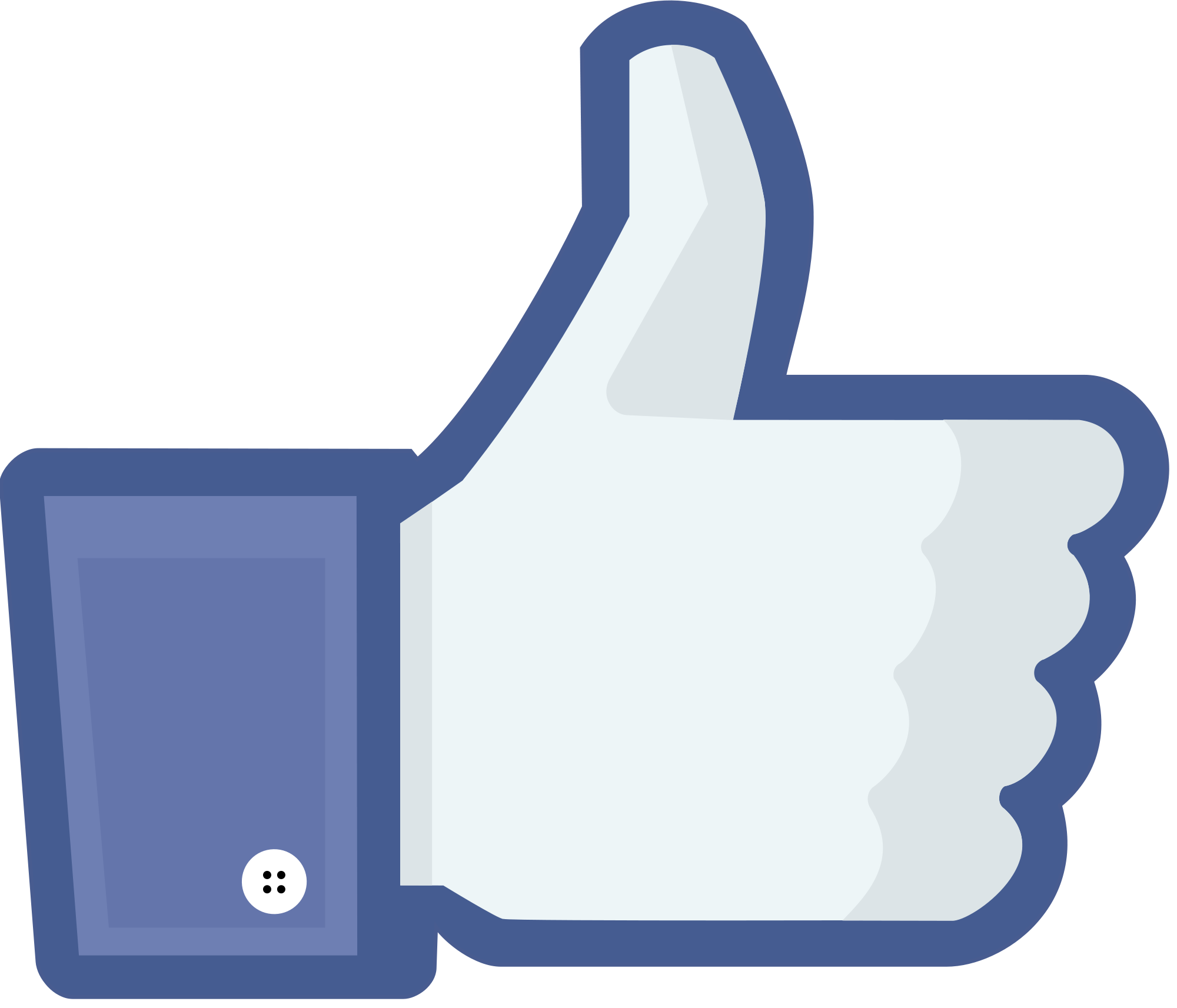
إشارة الإبهام على فايسبوك